# Giuseppangelo Fonzi
Giuseppangelo Lucinto Fonzi, né le 18 juillet 1768 à Spoltore dans les Abruzzes et mort le 31 août 1840 à Barcelone (Catalogne) est un chirurgien-dentiste et prothésiste dentaire italien connu pour avoir amélioré les prothèses dentaires existant à son époque.

## Biographie
Giuseppangelo Fonzi commence à étudier le droit à Orsogna, dans la province de Chieti. Puis en 1788, il s'inscrit à l'Université de Naples. 
Il séjourne d'abord en Espagne, puis décide de s’installer en France pour se former là où travaillent Pierre Fauchard et ses successeurs. Vers 1795, il installe un cabinet dentaire à Paris. Il reçoit d’illustres personnages comme Eugène de Beauharnais, fils de Joséphine, première épouse de Napoléon,.
Il commence à voyager car ses services sont demandés par les monarques européens. En 1815, il est nommé dentiste du roi de Bavière Maximilien Ire et reçoit une grande récompense financière,. En 1816, il travaille à Londres et, le 4 septembre 1818, il reçoit 80 000 real de vellón pour les services rendus au monarque espagnol Ferdinand VII,.
En 1823, il est nommé « Chirurgien dentiste de la Cour impériale russe ». Le 20 juin 1825, sa présence à Madrid est demandée par Ferdinand VII. Après plusieurs voyages à travers l'Europe, il retourne s'installer à Madrid où il travaille comme dentiste de la Chambre du roi jusqu'en 1835. Malade, il s'installe à Malaga,.
Une fois rétabli, il s'installe à Barcelone où, il décide, encore une fois, de passer sa vieillesse dans son Italie natale. Mais, surpris par une nouvelle attaque, il meurt le 31 août 1840 à Barcelone où il avait demandé d’être inhumé.

## Travaux
Giuseppangelo Fonzi est l'inventeur de la prothèse dentaire réalisée avec un matériau « terro-métalliques », pour le distinguer des implants dentaires réalisés par Alexis Duchâteau (de) et Nicolas Dubois de Chémant (de) à partir de céramique. 
Au début du XIXe siècle, il maîtrise le problème d'instabilité des prothèses pour lesquelles le retrait volumétrique de la pâte céramique lors du refroidissement de la pièce entraine des complications de mise en place sur la gencive. La composition variable de sa pâte céramique innovante lui permet de créer des systèmes de 28 couleurs différentes, obtenus grâce au mélange de différents oxydes métalliques,.
Il cuit les dents une à une en plaçant un tenon en platine dans chacune d'entre elles.
Pour améliorer le confort et éviter les douleurs de gencives, Fonzi utilise un mélange à base de caoutchouc étalé sur la base de la prothèse, permettant une interface plus douce avec les tissus sous-jacents,.